# Сборная Иордании по футболу
Сборная Иордании по футболу — национальная футбольная команда Иордании. Сборная управляется Футбольной ассоциацией Иордании. Наивысшим достижением команды является выход в финал Кубка Азии в 2024 году. 5 июня 2025 года впервые в истории вышла на Чемпионат мира. По состоянию на 20 июля 2023 года сборная занимает 82-е место в рейтинге ФИФА.

## История
Первый международный матч Иорданской сборной был сыгран в 1953 году в Египте, где команда проиграла со счетом 3:1 Сирии. Первый Чемпионат мира, в котором Иордания принял участие был в 1986 году. Ни разу с этого времени не прошла квалификационный раунд.
Первый (иорданский) футбольный тренер, Мохаммад Авад (отец Аднана Авада), добился достижения за сборную Иордании в период между 1992 и 1999 годами, когда он впервые помог своей стране выиграть Международный турнир 1992 года и оба турнира на Арабские играх, начиная с 1997 года в Бейруте и 1999 года в Аммане.
Иордания начала продвигаться, под руководством сербского тренера Бранко Смилянича, который помог Иордании достичь больших результатов в 2002 в квалификации первого раунда на Чемпионат мира, но не смог помочь Иордании претендовать на выход в следующий раунд.
Самое успешное выступление на международной арене — Кубок Азии 2023, на котором впервые в своей истории вышла в финал. В групповом раунде заняли 3-е место, но сумели пробиться в следующий раунд, попав в число четырех команд, имеющих лучшие показатели среди третьих мест. По пути к финалу на стадии плей-офф иорданцы обыграли: в 1/8 — сборную Ирака (3:2), в 1/4 — сборную Таджикистана (1:0), а в полуфинале сотворили сенсацию, победив фаворита сборную Республики Корея со счётом 2:0.

## Чемпионат мира
- С 1930 по 1986 — не принимала участие.
- С 1986 по 2022 — не прошла квалификацию
- 2026 — квалифицировалась

## Кубок Азии
- С 1956 по 1968 — не принимала участие.
- 1972 — не смогла выйти в финальную стадию.
- 1976 — не принимала участие.
- 1980 — не принимала участие.
- 1984 — не смогла выйти в финальную стадию.
- 1988 — не смогла выйти в финальную стадию.
- 1992 — не принимала участие.
- 1996 — не смогла выйти в финальную стадию.
- 2000 — не смогла выйти в финальную стадию.
- 2004 — четвертьфинал.
- 2007 — не смогла выйти в финальную стадию.
- 2011 — четвертьфинал.
- 2015 — групповой этап
- 2019 — 1/8 финала
- 2023 — Финалист

## Тренеры
- Миклош Вадас (1966—1967)
- Джордж Скиннер (1968—1969)
- Мохаммад Авад (1972—1975)
- Дэнни Макленнэн (1978—1980)
- Мохаммад Авад (1985—1986)
- Эдсон Таварес (1986—1987)
- Слободан Богданович (1988—1989)
- Тони Банфилд (1989—1990)
- Иззат Хамза (1991—1992)
- Александр Максименков (1992—1993)
- Иззат Хамза (1994—1995)
- Мохаммад Авад (1996—2000)
- Бранко Смилянич (2001—2002)
- Махмуд аль-Гохари (2002—2007)
- Нело Вингада (2007—2009)
- Аднан Хамад (2009—2013)
- Хусам Хасан (2013—2014)
- Ахмед Абдель-Кадер (2014)
- Рэй Уилкинс (2014—2015)
- Паул Пут (2015—2016)
- Гарри Реднапп (2016)
- Абдулла Абу Зема (2016)
- Абдулла Месфер (2016—2017)
- Джамаль Абу-Абед (2017—2018)
- Витал Боркелманс (2018—2021)
- Аднан Хамад (2021—2023)
- Хуссейн Аммута 2023 — н. в.[2]